# Curling World Cup 2018/19
Der Curling World Cup 2018/19 ist die erste Austragung des 2018 neu eingeführten Curling World Cups. Er wird von September 2018 bis Mai 2019 mit einer Serie von vier Turnieren für Frauen-, Männer- und Mixed-Doubles-Teams ausgetragen.

## Qualifikation

### Turniere 1, 2 und 3
Für die ersten drei Turniere sind jeweils acht Nationen qualifiziert. Die World Curling Federation nominiert pro Turnier jeweils zwei Nationen. Qualifiziert sind ferner die drei Gastgeberländer sowie die jeweils höchstplatzierte Nation aus Europa, Amerika und Pazifik-Asien. Welches Team spielt, wird von den nationalen Verbänden bestimmt. Sie können zu allen drei Turnieren jeweils das gleiche Team entsenden, müssen dies aber nicht.
Die folgenden Nationen sind qualifiziert:
| Qualifikation                              | Frauen              | Männer              | Mixed Doubles       |
| ------------------------------------------ | ------------------- | ------------------- | ------------------- |
| Gastgebernationen                          | Volksrepublik China | Volksrepublik China | Volksrepublik China |
| Vereinigte Staaten                         | Vereinigte Staaten  | Vereinigte Staaten  |                     |
| Schweden                                   | Schweden            | Schweden            |                     |
| Bestplatzierte Nation Amerika              | Kanada              | Kanada              | Kanada              |
| Bestplatzierte Nation Europa               | Schottland          | Schweiz             | Schweiz             |
| Bestplatzierte Nation Pazifik-Asien        | Südkorea            | Japan               | Südkorea            |
| Nominiert von der World Curling Federation | Japan               | Norwegen            | Russland            |
| Russland                                   | Schottland          | Norwegen            |                     |

### Finalturnier
Für das Finalturnier (Grand Final) sind Gastgeber China, die Sieger der ersten drei Turniere, der amtierende Weltmeister, ein besonders eingeladenes Team und die beiden nach den Siegern bestplatzierten Teams der World-Cup-Rangliste qualifiziert. Sollte die gleiche Mannschaft einer Nation mehr als ein Turnier gewinnen, erhält sie einen Startplatz, der oder die weiteren Plätze werden nach der World-Cup-Rangliste vergeben. Sollten verschiedene Mannschaften einer Nation mehr als ein Turnier gewinnen, sind sie jeweils auch für das Grand Final qualifiziert.

## Turnier 1
Das erste Turnier (First Leg) fand vom 12. bis 16. September 2018 im Suzhou Sports Center in Suzhou, Volksrepublik China, statt.

### Frauen

#### Mannschaften
| Volksrepublik China                                                               | Japan                                                                                    | Kanada                                                                          | Russland                                                                                   |
| --------------------------------------------------------------------------------- | ---------------------------------------------------------------------------------------- | ------------------------------------------------------------------------------- | ------------------------------------------------------------------------------------------ |
| Fourth: Jiang Yilun Skip: Liu Sijia Second: Dong Ziqi Lead: Jiang Xindi           | Skip: Satsuki Fujisawa Third: Chinami Yoshida Second: Yūmi Suzuki Lead: Yurika Yoshida   | Skip: Rachel Homan Third: Emma Miskew Second: Joanne Courtney Lead: Lisa Weagle | Skip: Anna Sidorowa Third: Margarita Fomina Second: Julija Portunowa Lead: Julija Gusijowa |
| Schottland                                                                        | Schweden                                                                                 | Südkorea                                                                        | Vereinigte Staaten                                                                         |
| Skip: Jennifer Dodds Third: Vicki Chalmers Second: Vicky Wright Lead: Lauren Gray | Skip: Anna Hasselborg Third: Sara McManus Second: Agnes Knochenhauer Lead: Sofia Mabergs | Skip: Kim Min-ji Third: Kim Hye-rin Second: Yang Tae-i Lead: Kim Su-jin         | Fourth: Nina Roth Skip: Tabitha Peterson Second: Aileen Geving Lead: Becca Hamilton        |

#### Endstand Round Robin
| Schweden            | Anna Hasselborg  | 5 | 1 | 15 |
| Japan               | Satsuki Fujisawa | 3 | 3 | 9  |
| Volksrepublik China | Liu Sijia        | 2 | 4 | 6  |
| Schottland          | Jennifer Dodds   | 2 | 4 | 6  |

| Kanada             | Rachel Homan  | 5 | 1 | 15 |
| Russland           | Anna Sidorowa | 3 | 3 | 9  |
| Vereinigte Staaten | Nina Roth     | 3 | 3 | 9  |
| Südkorea           | Kim Min-ji    | 1 | 5 | 3  |

#### Finale
Sonntag, 17. September, 12:00
| Team     |    | 1 | 2 | 3 | 4 | 5 | 6 | 7 | 8 | Gesamt |
| -------- | -- | - | - | - | - | - | - | - | - | ------ |
| Kanada   | 🔨 | 0 | 2 | 1 | 0 | 1 | 0 | 0 | 3 | 7      |
| Schweden |    | 0 | 0 | 0 | 1 | 0 | 2 | 0 | 0 | 3      |

### Männer

#### Mannschaften
| Volksrepublik China                                                                    | Japan                                                                                   | Kanada                                                                              | Norwegen                                                                                    |
| -------------------------------------------------------------------------------------- | --------------------------------------------------------------------------------------- | ----------------------------------------------------------------------------------- | ------------------------------------------------------------------------------------------- |
| Skip: Zang Jialiang Third: Ba Dexin Second: Ma Yanlong Lead: Wang Jinbo                | Fourth: Go Aoki Skip: Masaki Iwai Second: Ryotaro Shukuya Lead: Kouki Ogiwara           | Skip: Kevin Koe Third: B. J. Neufeld Second: Colton Flasch Lead: Ben Hebert         | Skip: Steffen Walstad Third: Markus Høiberg Second: Magnus Nedregotten Lead: Magnus Vågberg |
| Schottland                                                                             | Schweden                                                                                | Schweiz                                                                             | Vereinigte Staaten                                                                          |
| Skip: Bruce Mouat Third: Grant Hardie Second: Bobby Lammie Lead: Hammy McMillan junior | Skip: Niklas Edin Third: Oskar Eriksson Second: Rasmus Wranå Lead: Christoffer Sundgren | Fourth: Benoît Schwarz Third: Sven Michel Skip: Peter de Cruz Lead: Valentin Tanner | Fourth: Rich Ruohonen Skip: Greg Persinger Second: Sean Beighton Lead: Kroy Nernberger      |

#### Endstand Round Robin
| Norwegen            | Steffen Walstad | 5 | 1 | 15 |
| Schweden            | Niklas Edin     | 3 | 3 | 8  |
| Vereinigte Staaten  | Rich Ruohonen   | 2 | 4 | 7  |
| Volksrepublik China | Zang Jialiang   | 2 | 4 | 6  |

| Kanada     | Kevin Koe     | 5 | 1 | 15 |
| Schottland | Bruce Mouat   | 4 | 2 | 12 |
| Schweiz    | Peter de Cruz | 3 | 3 | 9  |
| Japan      | Masaki Iwai   | 0 | 6 | 0  |

#### Finale
Sonntag, 17. September, 16:00
| Team     |    | 1 | 2 | 3 | 4 | 5 | 6 | 7 | 8 | Gesamt |
| -------- | -- | - | - | - | - | - | - | - | - | ------ |
| Kanada   |    | 0 | 3 | 0 | 2 | 0 | 1 | 0 | 0 | 6      |
| Norwegen | 🔨 | 1 | 0 | 1 | 0 | 1 | 0 | 1 | 1 | 5      |

### Mixed Doubles

#### Mannschaften
| Volksrepublik China                       | Kanada                               | Norwegen                                   | Russland                                       |
| ----------------------------------------- | ------------------------------------ | ------------------------------------------ | ---------------------------------------------- |
| Frau: Yu Jiaxin Mann: Wang Xiangkun       | Frau: Laura Walker Mann: Kirk Muyres | Frau: Kristin Skaslien Mann: Sander Rølvåg | Frau: Marija Komarowa Mann: Daniil Gorjatschew |
| Schweden                                  | Schweiz                              | Südkorea                                   | Vereinigte Staaten                             |
| Frau: Therese Westman Mann: Robin Ahlberg | Frau: Jenny Perret Mann: Martin Rios | Frau: Jang Hye-ji Mann: Choi Chi-won       | Frau: Sarah Anderson Mann: Korey Dropkin       |

#### Endstand Round Robin
| Kanada   | 5 | 1 | 15 |
| Norwegen | 3 | 3 | 9  |
| Russland | 2 | 4 | 7  |
| Schweden | 2 | 4 | 5  |

| Vereinigte Staaten  | 6 | 0 | 18 |
| Schweiz             | 4 | 2 | 12 |
| Volksrepublik China | 1 | 5 | 3  |
| Südkorea            | 1 | 5 | 3  |

#### Finale
Sonntag, 17. September, 8:30
| Team               |    | 1 | 2 | 3 | 4 | 5 | 6 | 7 | 8 | Gesamt |
| ------------------ | -- | - | - | - | - | - | - | - | - | ------ |
| Vereinigte Staaten | 🔨 | 2 | 0 | 1 | 0 | 0 | 0 | 0 | X | 3      |
| Kanada             |    | 0 | 1 | 0 | 1 | 3 | 1 | 1 | X | 7      |

## Turnier 2
Das zweite Turnier (Second Leg) fand vom 5. bis 9. Dezember 2018 in der Ralston Arena in Omaha, USA, statt.

### Frauen

#### Mannschaften
| Volksrepublik China                                                               | Japan                                                                                    | Kanada                                                                            | Russland                                                                                              |
| --------------------------------------------------------------------------------- | ---------------------------------------------------------------------------------------- | --------------------------------------------------------------------------------- | --- |
| Skip: Yang Ying Third: He Ying Second: Meng Xu Lead: Sun Chengyu                  | Skip: Satsuki Fujisawa Third: Chinami Yoshida Second: Yūmi Suzuki Lead: Yurika Yoshida   | Skip: Tracy Fleury Third: Selena Njegovan Second: Liz Fyfe Lead: Kristin MacCuish | Skip: Alina Kowaljowa Third: Anastassija Brysgalowa Second: Galina Arsenkina Lead: Jekaterina Kusmina |
| Schottland                                                                        | Schweden                                                                                 | Südkorea                                                                          | Vereinigte Staaten                                                                                    |
| Skip: Eve Muirhead Third: Jennifer Dodds Second: Vicki Chalmers Lead: Lauren Gray | Skip: Anna Hasselborg Third: Sara McManus Second: Agnes Knochenhauer Lead: Sofia Mabergs | Skip: Kim Min-ji Third: Kim Hye-rin Second: Yang Tae-i Lead: Kim Su-jin           | Skip: Jamie Sinclair Third: Sarah Anderson Second: Taylor Anderson Lead: Monica Walker                |

#### Endstand Round Robin
| Südkorea           | Kim Min-ji      | 4 | 2 | 12 |
| Kanada             | Tracy Fleury    | 4 | 2 | 12 |
| Russland           | Alina Kowaljowa | 2 | 4 | 6  |
| Vereinigte Staaten | Jamie Sinclair  | 2 | 4 | 6  |

Südkorea qualifizierte sich trotz Punktegleichstands für das Finale, da die Mannschaft Kanada in beiden Begegnungen in der Round Robin schlagen konnten.
| Japan               | Satsuki Fujisawa | 5 | 1 | 15 |
| Schottland          | Eve Muirhead     | 4 | 2 | 12 |
| Schweden            | Anna Hasselborg  | 3 | 3 | 9  |
| Volksrepublik China | Yang Ying        | 0 | 6 | 0  |

#### Finale
Sonntag, 9. November, 12:00
| Team     |    | 1 | 2 | 3 | 4 | 5 | 6 | 7 | 8 | Gesamt |
| -------- | -- | - | - | - | - | - | - | - | - | ------ |
| Südkorea |    | 0 | 4 | 0 | 1 | 1 | 0 | 0 | 0 | 6      |
| Japan    | 🔨 | 2 | 0 | 1 | 0 | 0 | 1 | 1 | 2 | 7      |

### Männer

#### Mannschaften
| Volksrepublik China                                                                    | Japan                                                                                   | Kanada                                                                                    | Norwegen                                                                                  |
| -------------------------------------------------------------------------------------- | --------------------------------------------------------------------------------------- | ----------------------------------------------------------------------------------------- | ----------------------------------------------------------------------------------------- |
| Skip: Zou Qiang Third: Wang Zhiyu Second: Shao Zhilin Lead: Xu Jingtao                 | Skip: Yūta Matsumura Third: Tetsurō Shimizu Second: Yasumasa Tanida Lead: Shinya Abe    | Skip: Jason Gunnlaugson Third: Alex Forrest Second: Denni Neufeld Lead: Connor Njegovan   | Skip: Thomas Ulsrud Third: Torger Nergård Second: Christoffer Svae Lead: Håvard Petersson |
| Schottland                                                                             | Schweden                                                                                | Schweiz                                                                                   | Vereinigte Staaten                                                                        |
| Skip: Bruce Mouat Third: Grant Hardie Second: Bobby Lammie Lead: Hammy McMillan junior | Skip: Niklas Edin Third: Oskar Eriksson Second: Rasmus Wranå Lead: Christoffer Sundgren | Skip: Yannick Schwaller Third: Romano Meier Second: Michael Brunner Lead: Marcel Käufeler | Skip: John Shuster Third: Chris Plys Second: Matt Hamilton Lead: John Landsteiner         |

#### Endstand Round Robin
| Vereinigte Staaten  | John Shuster      | 5 | 1 | 15 |
| Volksrepublik China | Zou Qiang         | 3 | 3 | 9  |
| Schottland          | Bruce Mouat       | 3 | 3 | 9  |
| Kanada              | Jason Gunnlaugson | 1 | 5 | 3  |

| Schweden | Niklas Edin       | 5 | 1 | 15 |
| Norwegen | Thomas Ulsrud     | 3 | 3 | 9  |
| Japan    | Yūta Matsumura    | 2 | 4 | 6  |
| Schweiz  | Yannick Schwaller | 2 | 4 | 6  |

#### Finale
Sonntag, 9. November, 16:00
| Team               |    | 1 | 2 | 3 | 4 | 5 | 6 | 7 | 8 | Gesamt |
| ------------------ | -- | - | - | - | - | - | - | - | - | ------ |
| Vereinigte Staaten |    | 0 | 1 | 0 | 0 | 0 | 1 | 1 | X | 3      |
| Schweden           | 🔨 | 0 | 0 | 0 | 0 | 1 | 0 | 0 | X | 1      |

### Mixed Doubles

#### Mannschaften
| Volksrepublik China                      | Kanada                               | Norwegen                                        | Russland                                              |
| ---------------------------------------- | ------------------------------------ | ----------------------------------------------- | ----------------------------------------------------- |
| Frau: Wang Rui Mann: Ba Dexin            | Frau: Kalynn Park Mann: John Morris  | Frau: Kristin Skaslien Mann: Magnus Nedregotten | Frau: Anastassija Moskaljowa Mann: Alexander Jerjomin |
| Schweden                                 | Schweiz                              | Südkorea                                        | Vereinigte Staaten                                    |
| Frau: Malin Wendel Mann: Fabian Wingfors | Frau: Jenny Perret Mann: Martin Rios | Frau: Jang Hye-ri Mann: Choi Chi-won            | Frau: Tabitha Peterson Mann: Joe Polo                 |

#### Endstand Round Robin
| Gruppe A | Gruppe A | Gruppe A       | Gruppe A           | Gruppe A | Gruppe A | Gruppe A |
| Land     | Siege    | Shoot-Out-Sieg | Shoot-Out-Niederl. | Niederl. | Punkte   |          |
| -------- | -------- | -------------- | ------------------ | -------- | -------- | -------- |
| Schweiz  | 5        | 1              | 0                  | 0        | 17       |          |
| Südkorea | 3        | 0              | 0                  | 3        | 9        |          |
| Kanada   | 2        | 0              | 1                  | 3        | 7        |          |
| Schweden | 1        | 0              | 0                  | 5        | 3        |          |

| Gruppe B            | Gruppe B | Gruppe B       | Gruppe B           | Gruppe B | Gruppe B | Gruppe B |
| Land                | Siege    | Shoot-Out-Sieg | Shoot-Out-Niederl. | Niederl. | Punkte   |          |
| ------------------- | -------- | -------------- | ------------------ | -------- | -------- | -------- |
| Norwegen            | 4        | 0              | 0                  | 2        | 12       |          |
| Vereinigte Staaten  | 3        | 1              | 0                  | 2        | 11       |          |
| Volksrepublik China | 2        | 0              | 1                  | 3        | 7        |          |
| Russland            | 2        | 0              | 0                  | 4        | 6        |          |

#### Finale
Sonntag, 9. November, 8:30
| Team     |    | 1 | 2 | 3 | 4 | 5 | 6 | 7 | 8 | Gesamt |
| -------- | -- | - | - | - | - | - | - | - | - | ------ |
| Schweiz  | 🔨 | 4 | 0 | 0 | 0 | 0 | 1 | 0 | X | 5      |
| Norwegen |    | 0 | 2 | 1 | 2 | 1 | 0 | 4 | X | 10     |

## Turnier 3
Das dritte Turnier (Third Leg) wird vom 30. Januar bis 3. Februar 2019 im Jönköping Curling Club in Jönköping, Schweden, stattfinden.

### Frauen

#### Mannschaften
| Volksrepublik China        | Japan                      | Kanada                                                                               | Russland                                                                              |
| -------------------------- | -------------------------- | ------------------------------------------------------------------------------------ | ------------------------------------------------------------------------------------- |
| Skip: Third: Second: Lead: | Skip: Third: Second: Lead: | Skip: Jennifer Jones Third: Kaitlyn Lawes Second: Jocelyn Peterman Lead: Dawn McEwen | Skip: Third: Second: Lead:                                                            |
| Schottland                 | Schweden                   | Südkorea                                                                             | Vereinigte Staaten                                                                    |
| Skip: Third: Second: Lead: | Skip: Third: Second: Lead: | Skip: Third: Second: Lead:                                                           | Skip: Cory Christensen Third: Vicky Persinger Second: Jenna Martin Lead: Madison Bear |

### Männer

#### Mannschaften
| Volksrepublik China        | Japan                      | Kanada                                                                         | Norwegen                                                                    |
| -------------------------- | -------------------------- | ------------------------------------------------------------------------------ | --------------------------------------------------------------------------- |
| Skip: Third: Second: Lead: | Skip: Third: Second: Lead: | Skip: Brad Gushue Third: Mark Nichols Second: Brett Gallant Lead: Geoff Walker | Skip: Third: Second: Lead:                                                  |
| Schottland                 | Schweden                   | Schweiz                                                                        | Vereinigte Staaten                                                          |
| Skip: Third: Second: Lead: | Skip: Third: Second: Lead: | Skip: Third: Second: Lead:                                                     | Skip: Mark Fenner Third: Tom Howell Second: Korey Dropkin Lead: Alex Fenson |

### Mixed Doubles

#### Mannschaften
| Volksrepublik China | Kanada      | Norwegen    | Russland                                 |
| ------------------- | ----------- | ----------- | ---------------------------------------- |
| Frau: Mann:         | Frau: Mann: | Frau: Mann: | Frau: Mann:                              |
| Schweden            | Schweiz     | Südkorea    | Vereinigte Staaten                       |
| Frau: Mann:         | Frau: Mann: | Frau: Mann: | Frau: Becca Hamilton Mann: Matt Hamilton |

## Finalturnier (Grand Final)
Das Grand Final genannte Finalturnier wird vom 8. bis 12. Mai 2019 in Peking, Volksrepublik China, stattfinden.